# Friedrich Hanssmann
Friedrich Hanssmann (* 28. August 1929 in Frankfurt-Höchst; † 14. Dezember 2021) war ein deutscher Ökonom und Hochschullehrer.

## Leben
Friedrich Hanssmann erwarb 1952 das Diplom für Mathematik, 1953 das Staatsexamen in Mathematik und Physik und am 10. März 1955 die Promotion zum Dr. phil. nat. an der Johann Wolfgang Goethe-Universität Frankfurt am Main. Er war Assistant Professor of Operations Research am Case Institute of Technology Cleveland (1957–1960) und ordentlicher Professor für Systemforschung in München (1966–1994). Die Emeritierung erfolgte 1994. Hanssmann veröffentlichte mehrere Werke, darunter auch Auseinandersetzungen mit der Katholischen Soziallehre.

## Schriften (Auswahl)
- Systemforschung im Umweltschutz. Praktikable Methoden zur Beurteilung von Gestaltungsalternativen im Systemzusammenhang. Berlin 1976, ISBN 3-503-01444-6.
- Einführung in die Systemforschung. Methodik der modellgestützten Entscheidungsvorbereitung. München 1993, ISBN 3-486-22594-4.
- Quantitative Betriebswirtschaftslehre. Lehrbuch der modellgestützten Unternehmensplanung. München 1995, ISBN 3-486-23374-2.
- Humanisierung des Managements, Verlag Dr. Ingo Resch GmbH, ISBN 978-3935197168.
- Christliche Werte in Wirtschaft und Gesellschaft. Berlin 2010, ISBN 978-3-643-10489-2.